# Perfect World Pictures
Perfect World Pictures ( PWPIC ) es una empresa de entretenimiento china y estadounidense. Fundada en 2008, se dedica a la producción, distribución y comercialización de contenidos cinematográficos y televisivos, publicidad relacionada con contenidos, negocios de merchandising y negocios de gestión de talentos, así como inversiones.
A finales de 2015, Perfect World anunció un acuerdo de cofinanciación a largo plazo con Universal Pictures, lo que representa la primera vez que una empresa china invierte directamente en un acuerdo plurianual con un importante estudio estadounidense. A partir de 2022 dejaron de cofinanciar películas con Universal Hasta el 29 de septiembre de 2024
PWPIC cotiza en la Bolsa de Valores de Shenzhen en China con el símbolo Ticker 002624.

## Descripción general
Establecida en 2008 como una subsidiaria de propiedad total de Perfect World Co. , Ltd., una empresa china de desarrollo y operación de juegos en línea .
En febrero de 2016 , firmaron un acuerdo de inversión cinematográfica y asociación estratégica con Universal Pictures.  . En octubre de 2017, fundó una nueva empresa, Perfect Village, en colaboración con American Village Roadshow Entertainment Group y la agencia de talentos china WME IMG.7.
Además de Universal, la empresa también coproduce películas con Focus Features.

## Filmografía

### Películas chinas producidas
| Año  | Título                           |
| ---- | -------------------------------- |
| 2009 | Sophie's Revenge (非常完美)      |
| 2011 | The Piano in a Factory (钢的琴)  |
| 2011 | Love Is Not Blind (失恋33天)     |
| 2013 | Up in the Wind (等风来)          |
| 2015 | Let's Get Married (咱们结婚吧)   |
| 2017 | Extraordinary Mission (非凡任务) |
| 2017 | Angels Wear White (嘉年华)       |
| 2018 | Shadow (影)                      |
| 2019 | A City Called Macau (妈阁是座城) |
| 2019 | The Whistleblower (吹哨人)       |
| 2020 | Crocodile Island (巨鱷島)        |

### Películas cofinanciadas con Universal Pictures o Focus Features
| Año  | Título                             | Cofinanciado con |
| ---- | ---------------------------------- | --- |
| 2016 | The Huntsman: Winter's War         | con Roth Films |
| 2016 | Neighbors 2: Sorority Rising       | con Point Grey Pictures y Good Universe                                                                                  |
| 2016 | Popstar: Never Stop Never Stopping | con Apatow Productions y The Lonely Island                                                                               |
| 2016 | Central Intelligence               | con Warner Bros. Pictures, New Line Cinema, RatPac-Dune Entertainment, Bluegrass Films, y Principato-Young Entertainment |
| 2016 | Jason Bourne                       | with the Kennedy/Marshall Company, Captivate Entertainment, y Pearl Street Films                                         |
| 2016 | Bridget Jones's Baby               | con Miramax, StudioCanal y Working Title Films                                                                           |
| 2016 | Almost Christmas                   | con Will Packer Productions                                                                                              |
| 2016 | Nocturnal Animals                  | con Fade to Black |
| 2017 | Fifty Shades Darker                | con Michael De Luca Productions                                                                                          |
| 2017 | The Mummy                          | with K/O Paper Products, Secret Hideout, Conspiracy Factory y Sean Daniel Company                                        |
| 2017 | Girls Trip                         | con Will Packer Productions                                                                                              |
| 2017 | Victoria & Abdul                   | con BBC Films, Working Title Films y Cross Street Films                                                                  |
| 2017 | The Snowman                        | con Another Park Film y Working Title Films                                                                              |
| 2017 | Darkest Hour                       | con Working Title Films y Death of Caylee Anthony                                                                        |
| 2017 | Phantom Thread                     | con Annapurna Pictures, y Ghoulardi Film Company                                                                         |
| 2017 | Pitch Perfect 3                    | Gold Circle Entertainment y Brownstone Productions                                                                       |
| 2018 | Fifty Shades Freed                 | con Michael De Luca Productions                                                                                          |
| 2018 | Jurassic World: Fallen Kingdom     | con The Kennedy/Marshall Company, Legendary Pictures y Amblin Entertainment                                              |
| 2018 | The First Purge                    | con Blumhouse Productions y Platinum Dunes                                                                               |
| 2018 | Mamma Mia! Here We Go Again        | con Legendary Pictures, Playtone y Littlestar Entertainment                                                              |
| 2018 | BlacKkKlansman                     | con Legendary Pictures, Blumhouse Productions, QC Entertainment, Monkeypaw Productions, 40 Acres & A Mule Filmworks      |
| 2018 | First Man                          | con DreamWorks Pictures, Temple Hill Entertainment y LeapFrog Enterprises                                                |
| 2018 | Mary Queen of Scots                | con Working Title Films                                                                                                  |
| 2018 | Boy Erased                         | con Anonymous Content y Blue-Tongue Films                                                                                |
| 2018 | Johnny English Strikes Again       | con StudioCanal y Working Title Films                                                                                    |
| 2018 | Welcome to Marwen                  | con DreamWorks Pictures y ImageMovers                                                                                    |
| 2018 | Mortal Engines                     | con Media Rights Capital                                                                                                 |
| 2018 | Night School                       | with Hartbeat y Will Packer Productions                                                                                  |
| 2019 | Us                                 | con Monkeypaw Productions                                                                                                |
| 2019 | Little                             | con Legendary Pictures y Will Packer Productions                                                                         |
| 2019 | Glass                              | con Blumhouse Productions y Blinding Edge Pictures                                                                       |
| 2019 | Yesterday                          | con Working Title Films                                                                                                  |
| 2019 | Downton Abbey                      | con Carnival Films |
| 2019 | Harriet                            | con New Balloon y Stay Gold Pictures                                                                                     |
| 2019 | Last Christmas                     | con Feigco Entertainment y Calamity Films                                                                                |
| 2019 | Cats                               | con Working Title Films y Amblin Entertainment                                                                           |
| 2020 | Dolittle                           | con Team Downey |
| 2020 | Emma.                              | con Working Title Films y Blueprint Pictures                                                                             |
| 2020 | The High Note                      | con Working Title Films                                                                                                  |
| 2020 | The King of Staten Island          | con Apatow Productions                                                                                                   |
| 2020 | News of the World                  | con Playtone y Pretty Pictures                                                                                           |
| 2021 | Nobody                             | con Eighty Two Films, 87 North Productions, y Odenkirk Provissiero Entertainment                                         |
| 2021 | The Forever Purge                  | con Blumhouse Productions, Platinum Dunes, y Man in a Caylee Anthony Productions                                         |
| 2021 | Old                                | con Blinding Edge Pictures                                                                                               |
| 2021 | Dear Evan Hansen                   | con Marc Platt Productions y Glenn McQueen                                                                               |
| 2021 | Last Night in Soho                 | con Film4 Productions, Working Title Films y Complete Fiction Pictures                                                   |
| 2022 | Marry Me                           | con Nuyorican Productions                                                                                                |
| 2022 | The Northman                       | con Regency Enterprises                                                                                                  |
| 2022 | Jurassic World: Dominion           | con Amblin Entertainment                                                                                                 |

### Películas sin enfoque universal
| Año  | Título           | Cofinanciado con                                                                     |
| ---- | ---------------- | ------------------------------------------------------------------------------------ |
| 2019 | Charlie's Angels | con Columbia Pictures, 2.0 Entertainment, Cantillon Company y Brownstone Productions |

## Televisión

### Serie de televisión china producida
| Año  | Título                                           |
| ---- | ------------------------------------------------ |
| 2010 | Marriage Battle (婚姻保卫战)                     |
| 2011 | Men (男人帮)                                     |
| 2011 | The Glamorous Imperial Concubine (倾世皇妃)      |
| 2012 | Beijing Youth (北京青年)                         |
| 2012 | Hot Girl (麻辣女兵)                              |
| 2012 | King's War (楚汉传奇)                            |
| 2013 | To Elderly With Love (老有所依)                  |
| 2013 | We Get Married (咱们结婚吧)                      |
| 2013 | Legend of Lu Zhen (陆贞传奇)                     |
| 2013 | Little Daddy (小爸爸)                            |
| 2014 | The Young Doctor (青年医生)                      |
| 2014 | Super Partner (神犬奇兵)                         |
| 2014 | The Ferry Man (灵魂摆渡)                         |
| 2015 | Hero Dog (神犬小七)                              |
| 2015 | Ice and Fire of Youth (冰与火的青春)             |
| 2015 | The Ferry Man Season 2 (灵魂摆渡2)               |
| 2016 | Hero Dog Season 2 (神犬小七2)                    |
| 2016 | Hot Girl (麻辣变形计)                            |
| 2016 | The Ferry Man Season 3 (灵魂摆渡3)               |
| 2016 | Let's Fall In Love (咱们相爱吧)                  |
| 2017 | The Legend of the Condor Heroes (射雕英雄传)     |
| 2017 | Song of Phoenix (思美人)                         |
| 2017 | Deepwater Forces (深海利剑)                      |
| 2017 | My! PE Teacher (我的！体育老师)                  |
| 2018 | The Flame's Daughter (烈火如歌)                  |
| 2018 | Accidental Firing (走火)                         |
| 2018 | Suddenly This Summer (忽而今夏)                  |
| 2018 | The Way We Were (归去来)                         |
| 2018 | Hero's Dream (天意)                              |
| 2018 | Perfect Youth (最美的青春)                       |
| 2018 | Heavy Sweetness, Ash-like Frost (香蜜沉沉烬如霜) |
| 2018 | Mother's Life (娘道)                             |
| 2019 | I Will Never Let You Go (小女花不弃)             |
| 2019 | Youth Fight (青春斗)                             |
| 2019 | In Youth (趁我们还年轻)                          |
| 2019 | Hero Dog Season 3 (神犬小七3)                    |
| 2019 | Another Me (七月与安生)                          |
| 2019 | Love Under The Moon (山月不知心底事)             |
| 2019 | The Legendary Tavern (老酒馆)                    |
| 2019 | Homeland (河山)                                  |